# Кете (Сондрио)
Кете је насеље у Италији у округу Сондрио, региону Ломбардија.
Према процени из 2011. у насељу је живело 29 становника. Насеље се налази на надморској висини од 687 м.